# ГЕС Langvatn
ГЕС Langvatn — гідроелектростанція у центральній частині Норвегії на північній околиці міста Мо-і-Рана. Використовує ресурс із озера Langvatn (Langvatnet), яке через протоку Langvassåga має сток праворуч до Ranelva незадовго до її впадіння у Ranfjorden, а також з самої Ranelva. Можливо відзначити, що назва Langvatn — «довге озеро» — вельми поширена у Норвегії, зокрема так називається один з резервуарів ГЕС Kobbelv.
На відміну від багатьох норвезьких станцій, ресурс для яких збирається за допомогою дериваційних тунелів, у випадку з Langvatn обійшлись без таких споруд. По-перше, озеро має доволі суттєвий власний водозбір, а по-друге, за допомогою греблі на річці Ranelva, зведеній перед водоспадом Reinforsen та менш ніж за кілометр після впадіння Langvassåga, створили можливість розвороту напрямку течії в останній та подачі до Langvatn ресурсу зі зіставного за розмірами водозбірного басейну Ranelva.
Ще однією особливістю проекту став малий діапазон, в якому регулюється рівень поверхні у водосховищі Langvatn — між 41 та 43,7 метра НРМ, що забезпечує корисний об'єм у 54 млн м3.
Машинний зал обладнаний двома турбінами типу Френсіс потужністю по 45 МВт, які при напорі у 43,7 метра забезпечують виробництво 242 млн кВт-год електроенергії на рік.
Відпрацьована вода потрапляє у Ranfjorden.